# Cirrochroa sophene
Cirrochroa sophene är en fjärilsart som beskrevs av Hans Fruhstorfer 1907. Cirrochroa sophene ingår i släktet Cirrochroa och familjen praktfjärilar. Inga underarter finns listade i Catalogue of Life.